# Love in Vain
"Love in Vain" er en blues sang fra 1937, der blev skrevet af Robert Johnson. Den findes på et utal af opsamlingsalbummer fra Johnson, den mest kendte er nok vinyl albummet King of the Delta Blues Singers, Vol. 2, der sammen med Vol. 1, introducerede Johnson for mange senere kunstner.
Johnson var en stor beundrer af blues sangeren / pianisten Leroy Carr, der solo og sammen med guitaristen Scrapper Blackwell, lavede nogle indflydelsesrige indspilninger. "Love in Vain" tager sin musikalsk opbygning fra Carrs klassiker ”In the Evenin' When the Sun Goes Down”. Begge sange udtrykker en længsel, og en sorg over tabet af en elsker.
Den er siden blevet coveret af mange, dog mest kendt er versionen fra The Rolling Stones fra deres Let It Bleed album, 1969.
Keith Richards fortalte om sangen i 1995:” For en tid troede vi at de sange, som var på det første album, var de eneste indspilninger (Robert Johnson havde) lavet, og så lige pludselig omkring '67 eller '68 kom den anden (kopi) samling der inkluderede ”Love in Vain”. ”Love in Vain” var sådan en smuk sang. Både Mick og jeg elskede den, og i den tid, arbejdede jeg og spillede sammen med Gram Parsons, og jeg begyndte at søge rundt omkring efter en anderledes måde at spille den på, fordi hvis vi indspillede den, var der ingen grund til at forsøge at kopiere Robert Johnson stilen eller måde og sprog. Vi lavede den lidt mere country, lidt mere formalisere, og Mick følte komfortabel med det ."
Mick Jagger fortalte om teksten i 1995:” Vi ændrede arrangementet en hel del fra Robert Johnsons. Vi tilføjede ekstra akkorder, der ikke er der på Robert Johnson versionen. Gjorde den mere country. Robert Johnson var en vidunderlig lyrisk forfatter, og hans sange er ofte om kærlighed, men de er ulykkelig .” 
Richards tilføjede samme år:” Sommetider undrer jeg mig ... for mig selv (om hvordan vi udviklede dette arrangement). Jeg ved det ikke! (griner) Vi kendte kun Robert Johnson versionen. På den tid hvor vi arbejde på den, var jeg til country musik – gammel hvid country musik, '20erne og '30erne ting, og hvid gospel. Nogle gange sker tingene bare. Vi sad alle i studiet, og sagde, ”Lad os lave "Love in Vain" fra Robert Johnson. Derefter prøvede jeg at finde nogle nuancer og akkorder, og jeg begyndte at spille den i en totalt anderledes toneart. Alle faldt ind og sagde, ”Ja”, og pludseligt har du fået dit eget præg på den. Jeg var bestemt ikke ud på at kunne toppe Robert Johnsons guitar spil .” 
Den findes på The Stones live albummer Get Yer Ya-Ya's Out! og Stripped, og koncert filmen Ladies and Gentlemen: The Rolling Stones fra 1972.
I 2004 indspillede fan Eric Clapton Johnsons version, og andre af Johnsons sange, til sit album Me and Mr. Johnson.

### Fodnote
1. ↑  Love In Vain by The Rolling Stones Songfacts
2. 1 2  Love In Vain